# Remains
Remains – szósty album studyjny kanadyjskiej grupy muzycznej Annihilator. Wydawnictwo ukazało się 21 lipca 1997 roku nakładem wytwórni muzycznej Music For Nations.

## Lista utworów
Opracowano na podstawie materiału źródłowego.
1. "Murder" (muz. i sł. Waters) – 04:27
2. "Sexecution" (muz. i sł. Waters) – 04:35
3. "No Love" (muz. i sł. Bates, Waters) – 04:46
4. "Never" (muz. i sł. Leakey, Waters) – 05:15
5. "Human Remains" (muz. i sł. Bates, Waters) – 02:20
6. "Dead Wrong" (muz. i sł. Waters) – 05:13
7. "Wind" (muz. i sł. Waters) – 04:21
8. "Tricks and Traps" (muz. i sł. Leakey, Waters) – 04:59
9. "I Want" (muz. i sł. Waters) – 04:26
10. "Reaction" (muz. i sł. Waters) – 03:28
11. "Bastiage" (muz. i sł. Waters) – 04:39

## Twórcy
Opracowano na podstawie materiału źródłowego.
- Jeff Waters – wokal prowadzący, gitara rytmiczna, gitara prowadząca, gitara basowa, programowanie perkusji, produkcja muzyczna
- John Bates – gitara rytmiczna (utwór 3)
- Dave Steele – wokal wspierający (utwory 3, 7)

## Wydania
| Rok  | Nr katalogowy | Format    | Wytwórnia         | Region | Źródło |
| ---- | ------------- | --------- | ----------------- | ------ | ------ |
| 1997 | CDMFN 228     | CD, album | Music for Nations | Europa | [ 6 ]  |